# الاخلاص (مسجد)
الاخلاص (انگلیسی: Masjid al-Ikhlas) مسجدی در نیویورک است.